# Дзьорурі
Дзьорурі (яп. 浄瑠璃, じょうるり, «чистий лазурит») — жанр японської літератури і театру середини XV — XIX століття, представлений драматичною римованою прозою, що призначалася для виконання речитативом.

## Короткі відомості

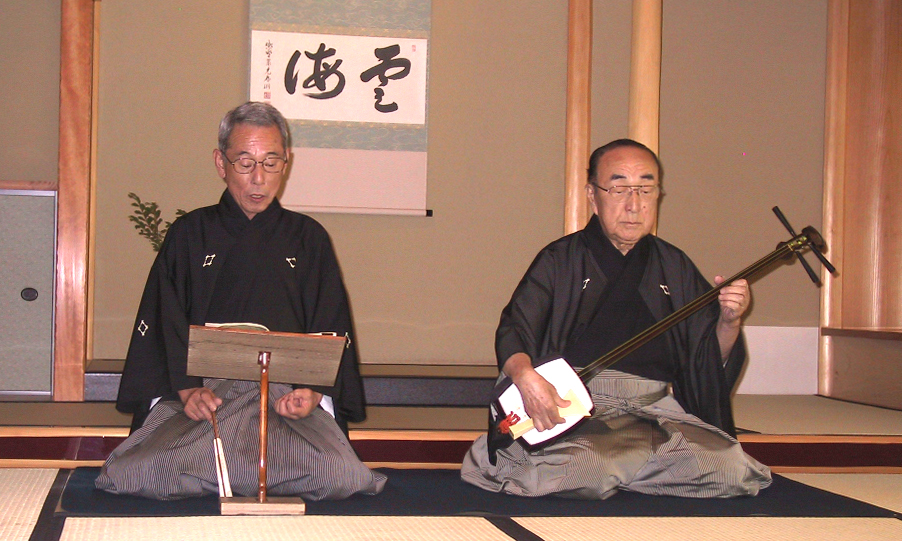
Виконання дзьорурі.

Дзьорурі походить від епічно-релігійної літератури «японських кобзарів» біва-хосі. У XV столітті японські міщани почали наслідувати їхні твори, складаючи власні ліричні оповідання на світські теми. Однією з перших драм нового жанру було оповідання про кохання куртизанки Дзьорурі до легендарного самурая Усівака-мару. За іменем головної героїні цей жанр отримав назву «дзьорурі».
У XVI столітті оповідання дзьорурі, які читали речитативом, стали супроводжувати награшем сямісену. Поступово з'явилися перші театральні постановки цих оповідань. З XVII століття їх виконували актори лялькового театру бунраку.
Початково репертуар оповідань дзьорурі був небагатим. Основні сюжети були пов'язані з легендарними персонажами минулого. Проте 1684 року драматург Такемото Ґідаю створив цикл нових творів з сьогоденного життя японських міщан, чим викликав посилений інтерес японців до дзьорурі.
Упордовж періоду Едо дзьорурі вважалося мистецтвом простолюдинів і протиставлялося класичній епічній літературі та самурайському театру но.